# The Crazy World of Arthur Brown
A The Crazy World of Arthur Brown egy brit rockegyüttes. Eleinte rövid karrierjük volt, 1967-től 1969-ig működtek, majd 2000-ben újraalakultak és azóta is működnek. Leghíresebb daluk a "Fire", amely első helyezést ért el az angol slágerlistán bemutatása idején.

## Története
Énekesük, Arthur Brown hírnevet szerzett fellépésével és magas hangjával (négy oktávig el tudott menni). Koncertjeik során általában lángoló sisakkal vagy fejjel lépett fel, amelyből néha baleset is akadt, például amikor véletlenül megégette az arcát, vagy amikor a metán, amely a sisakját tüzelte, lángra gyulladt. Továbbá kirívó sminkje miatt is különlegesnek számított. Ezáltal ő a shock-rock műfaj egyik korai képviselőjének számít. Első nagylemezük 1968-ban jelent meg, amelyen a "Fire" illetve a Screamin' Jay Hawkins dal, az "I Put a Spell on You" feldolgozása is hallható. Az együttes második, 1969-es amerikai turnéjuk után feloszlott. 2000-ben újraalakultak. Az eredeti felállásból mára már csak Arthur Brown szerepel.

## Tagjai
- Arthur Brown - ének (1967-1969, 2000)
- Z-Star - gitár, ének, vokál, billentyűk, ütős hangszerek (2000-)
- Lucie Rejchrtova - billentyűk (2000-)
- Jim Mortimore - basszusgitár, vokál, gitár (2000-)
- Samuel Walker - dob, vokál (2000-)
- Nina Gromniak - gitár (2011-)

## Korábbi tagok
- Sean Nicholas Greenwood - basszusgitár (1967-1969)
- Vincent Crane - orgona (1967-1969, 1982-ben elhunyt)
- Drachen Theaker - dob (1967-1968, 1992-ben elhunyt)
- Carl Palmer - dob (1968-1969)
- Jeff Cutler - dob
- Dick Heninghem - orgona (1969)
- Pete Solley - orgona

## Diszkográfia
- The Crazy World of Arthur Brown (1968)
- Strangelands (1969-ben rögzítették, de 1988-ban jelent meg)
- Tantric Lover (2000)
- Vampire Suite (2003)
- Voice of Love (2007)
- Zim Zam Zim (2013)

## Egyéb kiadványok
- Order from Chaos (koncertalbum, 1993)
- The Crazy World of Arthur Brown Live at High Voltage (koncertalbum, 2011)